# 장성민 (가수)
장성민(1985년 5월 12일 ~)은 대한민국의 쇼핑 호스트이며 가수 출신이다.
2004년 지샵 1집 앨범 [Absolute Power]로 데뷔했다.

## 방송
- 슈퍼모델 선발대회 (2017)
- 보이스킹 (2021) - Top40(35위)

## 음반
- Natural (2006)
- 소속사가 망했어요 (Digital Single) (2006)
- try again(Single) (2007)
- 아프지마 (2021)

### G#
- Absolute Power! (2004)
- G-sharp (디지털 싱글) (2004)

## 작사/작곡
- 한국예배인도자 <Holy Fire> (2009) - 작곡
- 한국예배인도자 <전부> (2009) - 작사
- 한국예배인도자 <구원의 빛이> (2009) - 작곡

## 공연
- 우연히 행복해지다 (2011)
- 나비부인 (2011)
- 힐링하트 (2012)

## 수상
- UCC 스타배틀 황금영상제 대상 (2007)

## 경력
- 제1회 대한민국 UCC대전 홍보대사 (2007)
- 그룹 '지샵' 보컬 (2004)